# Alberto Socarrás
Alberto Socarrás Estacio (* 19. September 1908 in Manzanillo (Kuba); † 26. August 1987 in New York City) war ein amerikanischer Flötist (auch Klarinettist und Saxophonist) und Orchesterleiter kubanischen Ursprungs, der sowohl lateinamerikanische Musik als auch Jazz spielte. Er führte die Flöte in den Jazz ein.

## Leben und Wirken
Socarras lernte ab 1915 das Flötenspiel zunächst bei seiner Mutter, Dolores Estacio, bevor er weitere Studien auf dem Konservatorium von Santiago de Cuba und dem Timothy Music Conservatory in New York anschloss.
Zunächst spielte er im Theaterorchester von Arquimedes Pous und in einigen Jazzbands in Havana, bevor er 1927 in die USA zog. Sogleich wurde er Mitglied der Band von Clarence Williams und nahm im selben Jahr ein erstes Flötensolo im Jazz auf (Shooting the Pistol für Paramount Records). Zwischen 1928 und 1933 gehörte er zur Revue The Blackbirds; auch war er mit einem weiteren Flötensolo an Lizzie Miles’ Aufnahme von You're Such a Cruel Papa to Me (1928) beteiligt. Weitere Aufnahmen spielte er für Walter Bennetts Swamplanders (1930) und für Russell Woodings Grand Central Red Caps (1931) ein. 1933 spielte er bei Benny Carter. 1934 gründete er eine eigene Band, die im Cotton Club und in Small’s Paradise auftrat. 1935 spielte er bei Sam Wooding, um dann als „Kubas Antwort auf Duke Ellington“ eigene Bands zu leiten, zu denen Musiker wie Edgar Sampson, Mongo Santamaría sowie Cab Calloway gehörten und mit denen er seit 1935 mehrfach aufnahm und auch in der Carnegie Hall auftrat. 1937 spielte er bei Erskine Hawkins, um dann auf einer Europatour als musikalischer Leiter der kubanischen Frauenband Anacaona zu fungieren. 1939 bildete er wieder eine Bigband unter eigenem Namen, der Dizzy Gillespie angehörte. Ab 1947 nahm er mehrfach für RCA Victor auf; diese Aufnahmen wurden dann als Socarrás and His Magic Flute auf einem Album zusammengefasst. Auch war er 1949 an Aufnahmen von Babs Gonzales und 1959 an Tito Puentes Album Tambo! beteiligt.

## Diskographische Hinweise
- Socarras, His Magic Flute and Orchestra: Latin Impressions. Decca Records 1956
- Jean Vincent with Orchestra Conducted by Alberto Socarras[5]: The Soul Of Haïti. Vanguard Records 1957
- Socarras and His Orchestra: Cha Cha Cha and Mambos. Decca Records 1959

## Lexikalischer Eintrag
- Leonard Feather, Ira Gitler: The Biographical Encyclopedia of Jazz. Oxford University Press, New York 1999, ISBN 0-19-532000-X.